# Cymothales eccentros
Cymothales eccentros är en insektsart som först beskrevs av Walker 1860.  Cymothales eccentros ingår i släktet Cymothales och familjen myrlejonsländor. Inga underarter finns listade i Catalogue of Life.